# Đội tuyển bóng đá quốc gia Bahrain
Đội tuyển bóng đá quốc gia Bahrain (tiếng Ả Rập: منتخب البحرين لكرة القدم) là đội tuyển cấp quốc gia của Bahrain do Hiệp hội bóng đá Bahrain quản lý.
Trận thi đấu quốc tế đầu tiên của đội tuyển Bahrain là trận gặp đội tuyển Kuwait vào năm 1966. Đội từng lọt vào tốp 4 đội mạnh nhất Asian Cup và đăng quang ngôi vô địch Tây Á năm 2019.

## Danh hiệu
- Vô địch Tây Á: 1

Vô địch: 2019
Hạng ba: 2014
- Vô địch cúp vùng Vịnh: 1

Vô địch: 2019
Á quân: 1970; 1982; 1992; 2003
Hạng ba: 1990; 1994; 2004
- Vô địch cúp Ả Rập: 0

Á quân: 1985; 2002

## Thành tích quốc tế

### Giải vô địch thế giới
Đội tuyển Bahrain chưa lần nào lọt vào vòng chung kết một giải vô địch thế giới. Lần tiến đến gần sát vòng chung kết nhất là năm 2010. Họ đứng thứ 5 châu Á và giành quyền tranh vé vớt với đại diện của châu Đại Dương là New Zealand. Tuy được đánh giá cao hơn nhưng sau hai lượt trận, Bahrain thua với tổng tỉ số 0–1, nhường tấm vé dự vòng chung kết cho đối thủ.
| Năm           | Thành tích                         |
| ------------- | ---------------------------------- |
| 1930 đến 1974 | Không tham dự là thuộc địa của Anh |
| 1978 đến 1986 | Không vượt qua vòng loại           |
| 1990          | Bỏ cuộc ở vòng loại                |
| 1994 đến 2022 | Không vượt qua vòng loại           |
| Tổng cộng     | -                                  |

### Cúp bóng đá châu Á
| Cúp bóng đá châu Á | Cúp bóng đá châu Á                  | Cúp bóng đá châu Á                  | Cúp bóng đá châu Á                  | Cúp bóng đá châu Á                  | Cúp bóng đá châu Á                  | Cúp bóng đá châu Á                  | Cúp bóng đá châu Á                  | Cúp bóng đá châu Á                  | Cúp bóng đá châu Á |
| Vòng chung kết: 6  | Vòng chung kết: 6                   | Vòng chung kết: 6                   | Vòng chung kết: 6                   | Vòng chung kết: 6                   | Vòng chung kết: 6                   | Vòng chung kết: 6                   | Vòng chung kết: 6                   | Vòng chung kết: 6                   | Vòng chung kết: 6  |
| Năm                | Thành tích                          | Thứ hạng *                          | Số trận                             | Thắng                               | Hòa                                 | Thua                                | Bàn thắng                           | Bàn thua                            |                    |
| ------------------ | ----------------------------------- | ----------------------------------- | ----------------------------------- | ----------------------------------- | ----------------------------------- | ----------------------------------- | ----------------------------------- | ----------------------------------- | ------------------ |
| 1956 đến 1968      | Không tham dự, là thuộc địa của Anh | Không tham dự, là thuộc địa của Anh | Không tham dự, là thuộc địa của Anh | Không tham dự, là thuộc địa của Anh | Không tham dự, là thuộc địa của Anh | Không tham dự, là thuộc địa của Anh | Không tham dự, là thuộc địa của Anh | Không tham dự, là thuộc địa của Anh |                    |
| 1972               | Không vượt qua vòng loại            | Không vượt qua vòng loại            | Không vượt qua vòng loại            | Không vượt qua vòng loại            | Không vượt qua vòng loại            | Không vượt qua vòng loại            | Không vượt qua vòng loại            | Không vượt qua vòng loại            |                    |
| 1976 đến 1980      | Bỏ cuộc                             | Bỏ cuộc                             | Bỏ cuộc                             | Bỏ cuộc                             | Bỏ cuộc                             | Bỏ cuộc                             | Bỏ cuộc                             | Bỏ cuộc                             |                    |
| 1984               | Không tham dự                       | Không tham dự                       | Không tham dự                       | Không tham dự                       | Không tham dự                       | Không tham dự                       | Không tham dự                       | Không tham dự                       |                    |
| 1988               | Vòng 1                              | 9                                   | 4                                   | 1                                   | 0                                   | 3                                   | 1                                   | 3                                   |                    |
| 1992               | Không vượt qua vòng loại            | Không vượt qua vòng loại            | Không vượt qua vòng loại            | Không vượt qua vòng loại            | Không vượt qua vòng loại            | Không vượt qua vòng loại            | Không vượt qua vòng loại            | Không vượt qua vòng loại            |                    |
| 1996               | Bỏ cuộc                             | Bỏ cuộc                             | Bỏ cuộc                             | Bỏ cuộc                             | Bỏ cuộc                             | Bỏ cuộc                             | Bỏ cuộc                             | Bỏ cuộc                             |                    |
| 2000               | Không vượt qua vòng loại            | Không vượt qua vòng loại            | Không vượt qua vòng loại            | Không vượt qua vòng loại            | Không vượt qua vòng loại            | Không vượt qua vòng loại            | Không vượt qua vòng loại            | Không vượt qua vòng loại            |                    |
| 2004               | Hạng tư                             | 4                                   | 6                                   | 1                                   | 3                                   | 2                                   | 13                                  | 14                                  |                    |
| 2007               | Vòng 1                              | 13                                  | 3                                   | 1                                   | 0                                   | 2                                   | 3                                   | 7                                   |                    |
| 2011               | Vòng 1                              | 10                                  | 3                                   | 1                                   | 0                                   | 2                                   | 6                                   | 5                                   |                    |
| 2015               | Vòng 1                              | 11                                  | 3                                   | 1                                   | 0                                   | 2                                   | 3                                   | 5                                   |                    |
| 2019               | Vòng 2                              | 13                                  | 4                                   | 1                                   | 1                                   | 2                                   | 3                                   | 4                                   |                    |
| 2023               | Vòng 2                              | 11                                  | 4                                   | 2                                   | 0                                   | 2                                   | 4                                   | 6                                   |                    |
| 2027               | Vượt qua vòng loại                  | Vượt qua vòng loại                  | Vượt qua vòng loại                  | Vượt qua vòng loại                  | Vượt qua vòng loại                  | Vượt qua vòng loại                  | Vượt qua vòng loại                  | Vượt qua vòng loại                  |                    |
| Tổng cộng          | 1 lần hạng tư                       | 1 lần hạng tư                       | 27                                  | 8                                   | 4                                   | 15                                  | 33                                  | 44                                  |                    |

### Giải vô địch bóng đá Tây Á
| Năm           | Thành tích    | Pld           | W             | D             | L             | GF            | GA            | GD            |
| ------------- | ------------- | ------------- | ------------- | ------------- | ------------- | ------------- | ------------- | ------------- |
| 2000 đến 2008 | Không tham dự | Không tham dự | Không tham dự | Không tham dự | Không tham dự | Không tham dự | Không tham dự | Không tham dự |
| 2010          | Vòng bảng     | 2             | 1             | 0             | 1             | 2             | 3             | –1            |
| 2012          | Hạng tư       | 5             | 2             | 2             | 1             | 3             | 2             | +1            |
| 2014          | Hạng ba       | 4             | 0             | 3             | 1             | 0             | 1             | –1            |
| 2019          | Vô địch       | 4             | 3             | 1             | 0             | 3             | 0             | +3            |
| Tổng cộng     | 4/9           | 15            | 6             | 6             | 3             | 8             | 6             | +2            |

Tại giải đấu tháng 8 năm 2019, Bahrain đã vượt qua chủ nhà Iraq trong trận chung kết với tỷ số tối thiểu để lần đầu tiên giành được chiếc cúp vô địch Tây Á.

### Cúp bóng đá vùng Vịnh
| Năm       | Thành tích    | Pld           | W             | D             | L             | GF            | GA            |               |
| --------- | ------------- | ------------- | ------------- | ------------- | ------------- | ------------- | ------------- | ------------- |
| 1970      | Á quân        | 3             | 1             | 1             | 1             | 3             | 4             |               |
| 1972      | Không tham dự | Không tham dự | Không tham dự | Không tham dự | Không tham dự | Không tham dự | Không tham dự | Không tham dự |
| 1974      | Vòng bảng     | 2             | 0             | 0             | 2             | 1             | 8             |               |
| 1976      | Hạng tư       | 6             | 3             | 0             | 3             | 9             | 15            |               |
| 1979      | Hạng tư       | 6             | 2             | 2             | 2             | 8             | 9             |               |
| 1982      | Á quân        | 5             | 3             | 1             | 1             | 10            | 7             |               |
| 1984      | Hạng năm      | 6             | 1             | 2             | 3             | 3             | 6             |               |
| 1986      | Hạng năm      | 6             | 1             | 4             | 1             | 4             | 5             |               |
| 1988      | Hạng tư       | 6             | 3             | 0             | 3             | 4             | 4             |               |
| 1990      | Hạng ba       | 4             | 1             | 2             | 1             | 1             | 1             |               |
| 1992      | Á quân        | 5             | 3             | 0             | 2             | 6             | 4             |               |
| 1994      | Hạng ba       | 5             | 1             | 3             | 1             | 5             | 6             |               |
| 1996      | Hạng năm      | 5             | 0             | 2             | 3             | 4             | 8             |               |
| 1998      | Hạng 5        | 5             | 0             | 3             | 2             | 3             | 6             |               |
| 2002      | Hạng 4        | 5             | 1             | 2             | 2             | 4             | 6             |               |
| 2003      | Á quân        | 6             | 4             | 1             | 1             | 13            | 3             |               |
| 2004      | Hạng ba       | 5             | 2             | 2             | 1             | 10            | 6             |               |
| 2007      | Bán kết       | 4             | 1             | 1             | 2             | 4             | 5             |               |
| 2009      | Vòng bảng     | 3             | 1             | 0             | 2             | 3             | 4             |               |
| 2010      | Vòng bảng     | 3             | 0             | 1             | 2             | 4             | 7             |               |
| 2013      | Hạng tư       | 5             | 1             | 1             | 3             | 4             | 9             |               |
| 2014      | Vòng bảng     | 3             | 0             | 2             | 1             | 0             | 3             |               |
| 2017      | Bán kết       | 4             | 1             | 2             | 1             | 3             | 3             |               |
| 2019      | Vô địch       | 5             | 2             | 2             | 1             | 7             | 6             |               |
| Tổng cộng | 24/24         | 107           | 32            | 34            | 41            | 113           | 135           |               |

### Cúp bóng đá Ả Rập
| Năm           | Thành tích    | Pld           | W             | D             | L             | GF            | GA            |
| ------------- | ------------- | ------------- | ------------- | ------------- | ------------- | ------------- | ------------- |
| 1963 đến 1964 | Không tham dự | Không tham dự | Không tham dự | Không tham dự | Không tham dự | Không tham dự | Không tham dự |
| 1966          | Vòng bảng     | 4             | 0             | 1             | 3             | 7             | 22            |
| 1985          | Á quân        | 4             | 1             | 2             | 1             | 4             | 3             |
| 1988          | Vòng bảng     | 4             | 0             | 3             | 1             | 2             | 3             |
| 1992          | Không tham dự | Không tham dự | Không tham dự | Không tham dự | Không tham dự | Không tham dự | Không tham dự |
| 1998          | Bỏ cuộc       | Bỏ cuộc       | Bỏ cuộc       | Bỏ cuộc       | Bỏ cuộc       | Bỏ cuộc       | Bỏ cuộc       |
| 2002          | Á quân        | 6             | 3             | 1             | 2             | 8             | 5             |
| 2012          | Vòng bảng     | 3             | 0             | 0             | 3             | 1             | 8             |
| 2021          | Vòng bảng     | 3             | 0             | 1             | 2             | 0             | 4             |
| Tổng cộng     | 2 lần á quân  | 24            | 4             | 8             | 12            | 22            | 45            |

### Á vận hội
- (Nội dung thi đấu dành cho cấp đội tuyển quốc gia cho đến kỳ Đại hội năm 1998)

| Năm           | Thành tích                          | Pld                                 | W                                   | D                                   | L                                   | GF                                  | GA                                  |
| ------------- | ----------------------------------- | ----------------------------------- | ----------------------------------- | ----------------------------------- | ----------------------------------- | ----------------------------------- | ----------------------------------- |
| 1951 đến 1970 | Không tham dự, là thuộc địa của Anh | Không tham dự, là thuộc địa của Anh | Không tham dự, là thuộc địa của Anh | Không tham dự, là thuộc địa của Anh | Không tham dự, là thuộc địa của Anh | Không tham dự, là thuộc địa của Anh | Không tham dự, là thuộc địa của Anh |
| 1974          | Hạng 15                             | 3                                   | 0                                   | 0                                   | 3                                   | 1                                   | 15                                  |
| 1978          | Hạng 14                             | 3                                   | 0                                   | 0                                   | 3                                   | 1                                   | 12                                  |
| 1982          | Không tham dự                       | Không tham dự                       | Không tham dự                       | Không tham dự                       | Không tham dự                       | Không tham dự                       | Không tham dự                       |
| 1986          | Hạng 12                             | 3                                   | 1                                   | 1                                   | 1                                   | 4                                   | 5                                   |
| 1990          | Không tham dự                       | Không tham dự                       | Không tham dự                       | Không tham dự                       | Không tham dự                       | Không tham dự                       | Không tham dự                       |
| 1994          | Hạng 10                             | 4                                   | 1                                   | 2                                   | 1                                   | 6                                   | 5                                   |
| 1998          | Không tham dự                       | Không tham dự                       | Không tham dự                       | Không tham dự                       | Không tham dự                       | Không tham dự                       | Không tham dự                       |
| Tổng cộng     | 4/13                                | 14                                  | 3                                   | 3                                   | 8                                   | 12                                  | 37                                  |

## Đội hình
Đội hình các cầu thủ được triệu tập cho Vòng loại world cup 2026.

Số liệu thống kê tính đến ngày 19 tháng 11 năm 2024 sau trận gặp Úc.

| Số | VT | Cầu thủ                  | Ngày sinh (tuổi)  | Trận | Bàn | Câu lạc bộ       |
| -- | -- | ------------------------ | ----------------- | ---- | --- | ---------------- |
| 21 | TM | Sayed Mohammed Jaffer    | 25 tháng 8, 1985  | 162  | 0   | Al-Muharraq      |
| 22 | TM | Ebrahim Lutfalla         | 24 tháng 9, 1992  | 14   | 0   | Al-Ahli          |
| 1  | TM | Ammar Mohamed            | 10 tháng 2, 1999  | 3    | 0   | Al-Khaldiya      |
|    |    |                          |                   |      |     |                  |
|    | HV | Sayed Dhiya Saeed        | 17 tháng 7, 1992  | 112  | 8   | Al-Khaldiya      |
| 2  | HV | Amine Benaddi            | 9 tháng 5, 1993   | 23   | 0   | Al-Muharraq      |
| 17 | HV | Sayed Baqer              | 14 tháng 4, 1994  | 30   | 0   | Al-Riffa         |
| 3  | HV | Waleed Al Hayam          | 4 tháng 11, 1988  | 114  | 0   | Al-Muharraq      |
| 5  | HV | Hamad Al-Shamsan         | 29 tháng 9, 1997  | 21   | 0   | Al-Riffa         |
| 23 | HV | Abdulla Al-Khulasi       | 2 tháng 9, 2003   | 10   | 1   | Al-Muharraq      |
| 6  | HV | Ahmed Nabeel             | 25 tháng 8, 1995  | 10   | 0   | Manama Club      |
| 18 | HV | Hazza Ali                | 9 tháng 6, 1995   | 6    | 0   | Al-Riffa         |
| 17 | HV | Vincent Emmanuel         | 29 tháng 4, 2001  | 2    | 0   | Sitra Club       |
|    |    |                          |                   |      |     |                  |
| 14 | TV | Ali Haram                | 11 tháng 12, 1988 | 49   | 5   | Al-Riffa         |
| 13 | TV | Moses Atede              | 17 tháng 12, 1997 | 3    | 0   | Kuching City     |
| 11 | TV | Ebrahim Al-Khattal       | 19 tháng 9, 2000  | 19   | 3   | Manama           |
| 8  | TV | Mohamed Marhoon          | 12 tháng 2, 1998  | 65   | 16  | Kuwait SC        |
| 19 | TV | Kamil Al-Aswad (captain) | 8 tháng 4, 1994   | 106  | 13  | Al-Riffa         |
| 10 | TV | Abdulwahab Al-Malood     | 7 tháng 6, 1990   | 79   | 5   | Al-Muharraq      |
| 7  | TV | Ali Madan                | 30 tháng 11, 1995 | 85   | 11  | Ajman            |
| 4  | TV | Abbas Al-Asfoor          | 2 tháng 2, 1999   | 13   | 0   | Al-Ahli          |
|    | TV | Sayed Sharaf             | 23 tháng 12, 2002 | 0    | 0   | Al-Ahli          |
|    |    |                          |                   |      |     |                  |
| 20 | TĐ | Mahdi Al-Humaidan        | 19 tháng 5, 1993  | 56   | 5   | Al-Khaldiya      |
| 12 | TĐ | Mahdi Abduljabbar        | 25 tháng 6, 1991  | 37   | 12  | Manama           |
| 15 | TĐ | Jasim Al-Shaikh          | 1 tháng 2, 1996   | 60   | 4   | Al-Riffa         |
|    | TĐ | Hashim Sayed Isa         | 3 tháng 4, 1998   | 17   | 6   | Al-Riffa         |
| 9  | TĐ | Husain Abdulkarim        | 14 tháng 5, 2002  | 4    | 0   | Al-Muharraq      |
|    | TĐ | Sayed Al-Wadaei          | 8 tháng 7, 2008   | 0    | 0   | Villarreal Youth |

### Từng được triệu tập
| Vt | Cầu thủ               | Ngày sinh (tuổi)  | Số trận | Bt | Câu lạc bộ     | Lần cuối triệu tập       |
| --- | --------------------- | ----------------- | ------- | -- | -------------- | ------------------------ |
| TM | Abdulkarim Fardan     | 25 tháng 4, 1992  | 1       | 0  | Al-Riffa       | v. UAE, 12 June 2024     |
| TM | Ammar Ahmed           | 10 tháng 2, 1999  | 3       | 0  | Manama Club    | v. UAE, 21 November 2023 |
| TM | Omar Salem            | 26 tháng 5, 1995  | 1       | 0  | Budaiya        | v. UAE, 21 November 2023 |
| |                       |                   |         |    |                |                          |
| HV | Mohamed Adel          | 20 tháng 9, 1996  | 32      | 0  | Al-Khaldiya    | v. UAE, 11 June 2024     |
| HV | Mohamed Al-Banna      | 17 tháng 10, 1989 | 2       | 0  | Al-Muharraq    | v. Yemen, 6 June 2024    |
| HV | Ahmed Bughammar       | 30 tháng 12, 1997 | 26      | 1  | Al-Khaldiya    | v. UAE, 21 November 2023 |
| HV | Hussain Al-Eker       | 30 tháng 9, 2001  | 1       | 0  | Al-Riffa       | v. UAE, 21 November 2023 |
| HV | Sayed Redha Isa       | 7 tháng 8, 1994   | 62      | 3  | Al-Riffa       | v. UAE, 21 November 2023 |
| |                       |                   |         |    |                |                          |
| TV | Ahmed Al-Sherooqi     | 22 tháng 5, 2000  | 5       | 0  | Al-Muharraq    | v. UAE, 11 June 2024     |
| TV | Mohamed Abdulwahab    | 13 tháng 11, 1989 | 18      | 1  | Al-Najma       | v. UAE, 21 November 2023 |
| TV | Mohamed Al-Hardan     | 6 tháng 10, 1997  | 29      | 2  | Al-Muharraq    | v. UAE, 21 November 2023 |
| TV | Ibrahim Al-Wali       | 12 tháng 6, 1997  | 1       | 0  | Al-Najma       | v. UAE, 21 November 2023 |
| TV | Mohammed Abdul Qayoom | 4 tháng 6, 2001   | 2       | 0  | Al-Riffa       | v. UAE, 21 November 2023 |
| TV | Ali Hassan Isa        | 21 tháng 5, 1999  | 3       | 0  | Al-Riffa       | v. UAE, 21 November 2023 |
| TV | Jasim Khelaif         | 22 tháng 2, 1998  | 11      | 0  | East Riffa     | v. UAE, 21 November 2023 |
| TV | Mahdi Abdullatif      | 15 tháng 2, 1993  | 12      | 0  | Manama Club    | v. UAE, 21 November 2023 |
| TV | Husain Al-Qassab      | 28 tháng 11, 2000 | 1       | 0  | Al-Shabab      | v. UAE, 21 November 2023 |
| |                       |                   |         |    |                |                          |
| TĐ | Ismail Abdullatif     | 11 tháng 9, 1986  | 135     | 48 | Al-Khaldiya    | v. UAE, 11 June 2024     |
| TĐ | Abdulla Yusuf Helal   | 12 tháng 6, 1993  | 90      | 13 | Bohemians 1905 | v. UAE, 11 June 2024     |
| TĐ | Abdullah Al-Hashsash  | 17 tháng 8, 1992  | 8       | 2  | Al-Ahli        | v. UAE, 21 November 2023 |
| TĐ | Hamza Al-Juban        | 17 tháng 4, 2000  | 2       | 0  | Al-Muharraq    | v. UAE, 21 November 2023 |
| INJ Rút lui do chấn thương PRE Đội hình sơ bộ RET Đã chia tay đội tuyển quốc gia SUS Vắng mặt ở trận sau WD Rút lui vì lý do cá nhân. |                       |                   |         |    |                |                          |